# Operazione Albumen
Operazione Albumen ("Albume" in inglese) fu il nome in codice di un raid delle forze speciali britanniche, condotto tra il 7 e il 13 giugno 1942 sull'isola di Creta, avente come obiettivo gli aeroporti utilizzati dalle forze tedesche; il raid si concluse con un successo per gli incursori britannici, che riuscirono a distruggere numerosi aerei tedeschi al suolo.

## Antefatti
Occupata dalle truppe tedesche nel maggio del 1941, l'isola di Creta era stata trasformata in una importante base aeronavale delle forze dell'Asse: oltre a pattugliare le acque del Mar Mediterraneo orientale e contrastare le operazioni di approvvigionamento dell'isola di Malta da parte della Royal Navy, gli apparecchi di base negli aeroporti dell'isola rappresentavano anche una fonte di rifornimenti per le truppe dell'Afrikakorps tedesco dislocate in Libia ed impegnate in una lunga campagna a fianco dei loro alleati italiani contro i britannici.
Sul finire del maggio del 1942, con l'Africkakorps impegnato in una nuova offensiva contro le posizioni degli Alleati in Libia, l'alto comando britannico decise di intraprendere un raid contro gli aeroporti cretesi, onde cercare di ostacolare il flusso di rifornimenti diretto alle forze dell'Asse; l'azione doveva servire anche a neutralizzare le forze aeree tedesche sull'isola ed agevolare così il passaggio nel Mediterraneo orientale di un nuovo convoglio di rifornimenti per Malta (operazione che sfociò poi nella più ampia battaglia di mezzo giugno). Dell'azione furono incaricati tre gruppi di sabotatori dello Special Boat Service (SBS), diretti verso gli aeroporti di Kastelli Pediados, Timbaki e Maléme, ed uno dello Special Air Service (SAS) diretto invece alla base di Heraklion; era previsto che gli incursori britannici, infiltrati da sommergibili alcuni giorni prima della data prevista per il raid, ricevessero assistenza da parte della resistenza cretese, ben sviluppata ed attiva sul territorio grazie alla presenza di una efficiente missione di supporto dello Special Operations Executive britannico.

## Il raid
I due sommergibili greci Triton e Papanikolis sbarcarono i sabotatori ai primi di giugno del 1942, ed i britannici presero subito contatto con i partigiani cretesi; il piano prevedeva di dare avvio alle azioni per la notte del 7 giugno, ma ritardi vari fecero slittare l'inizio delle azioni delle squadre dello SBS alla notte del 9 giugno.
Il gruppo diretto all'aeroporto di Timbaki scoprì che la base era stata abbandonata dai tedeschi (anche perché era la più esposta ai raid aerei Alleati in partenza dall'Egitto), e di conseguenza non distrusse nessun apparecchio; gli incursori diretti a Maléme scoprirono invece che la base era stata pesantemente fortificata di recente, anche con recinzioni elettrificate che correvano lungo tutto il perimetro, e non furono in grado di penetrarvi. Il gruppo che aveva come obiettivo Kastelli Pediados, comandato dal capitano G.I.A. Duncan e composto da due sottufficiali britannici dello SBS, un ex gendarme greco e tre partigiani cretesi come guide, condusse invece un'operazione da manuale: infiltratisi non visti nella base, i sabotatori distrussero 5 aerei e ne danneggiarono altri 29 grazie a bombe a scoppio ritardato, riuscendo anche ad appiccare il fuoco ad un considerevole quantitativo di rifornimenti (comprese 200 tonnellate di benzina avio) e veicoli.
La squadra del SAS diretta ad Heraklion, composta da quattro francesi liberi, dal capitano di vascello britannico George Jellicoe e dal tenente dell'esercito greco Kostis Petrakis come guida, dovette attraversare un territorio più vasto del previsto e fu in grado di essere in vista dell'obiettivo solo per il 12 giugno; la notte successiva i sabotatori riuscirono a penetrare nel perimetro dell'aeroporto sfruttando la copertura di un attacco dei bombardieri della Royal Air Force, e riuscirono a piazzare bombe a tempo su una ventina di apparecchi (bombardieri Junkers Ju 88) che furono fatti saltare in aria.

## Conseguenze
In totale l'operazione portò alla distruzione di 26 aerei ed al danneggiamento di altri 29, oltre all'uccisione di 10 tedeschi; come rappresaglia per il raid, il 14 giugno i tedeschi fucilarono un gruppo di 50 cittadini cretesi presi come ostaggi, in maggioranza provenienti dalla zona di Heraklion e comprendenti anche alcuni ebrei locali fino ad allora risparmiati: una via della città, chiamata Λεωφόρος 62 Μαρτύρων ("Strada dei 62 martiri" in greco, comprendendo nel computo anche altri 12 ostaggi fucilati dai tedeschi il 3 giugno precedente), fu poi dedicata nel dopoguerra alla memoria delle vittime della rappresaglia.
Completato il raid, i membri dei quattro gruppi si diressero verso la costa meridionale dell'isola per farsi evacuare via mare. Il gruppo di Heraklion fu tradito da un informatore cretese, che passò ai tedeschi l'indicazione del nascondiglio dove si era rifugiato dopo l'attacco: uno dei sabotatori francesi venne ucciso nello scontro a fuoco con i tedeschi e gli altri tre catturati dopo aver terminato le munizioni, mentre il capitano Jellicoe ed il tenente Petrakis riuscirono a fuggire perché si erano precedentemente allontanati dal nascondiglio per preparare l'evacuazione del gruppo; sembra che i tre sabotatori francesi riuscirono ad evitare la fucilazione minacciando come rappresaglia l'uccisione da parte dei britannici di un egual numero di ufficiali tedeschi catturati dagli Alleati, e furono poi trasferiti in un campo di prigionia in Germania. I due superstiti del SAS ed i gruppi dello SBS furono poi evacuati dalla spiaggia del villaggio di Tripiti il 23 giugno, riuscendo a rientrare il Egitto.